# The County Fair (film 1912)
The County Fair è un cortometraggio muto del 1912 diretto da Edmund Lawrence. Il film, prodotto dalla Kalem Company e interpretato da Earle Foxe e Alice Joyce, uscì nelle sale il 21 ottobre 1912. È uno dei primissimi film di Earle Foxe.

## Produzione
Il film fu prodotto dalla Kalem Company.

## Distribuzione
Distribuito dalla General Film Company, il film - un cortometraggio in una bobina - uscì nelle sale cinematografiche statunitensi il 21 ottobre 1912. Nel 1915, la Kalem venne venduta e molti dei suoi film in catalogo vennero riproposti al pubblico. La riedizione di The County Fair - uscita in sala il 13 agosto 1915 - fu riproposta con il titolo The Country Girl.